# Forts de Loreto i Guadalupe
Els forts de Loreto i Guadalupe són unes antigues edificacions militars que es troben a la ciutat de Puebla. Originalment es tractaven de capelles construïdes a la part alta del turó Acueyametepec, que van ser reconstituïdes a principis del segle xix com a fortificacions amb finalitats militars. Van servir com a escenari principal tant de la batalla com el setge de Puebla, durant la intervenció francesa a Mèxic. Declarats com a patrimoni històric de Mèxic, actualment allotgen museus.

## Història

### Ermites
Els forts s'ubiquen a la zona nord-oriental de Puebla, a un turó conegut com a Acueyametepec durant l'època prehispànica. Al segle xvi, frares franciscans van construir-hi una ermita a la cara est del turó, que més tard va ser ampliada a temple sota l'advocació de Sant Cristòfor. Finalment va passar al control dels pares betlemites, pel que a la zona se'l va conèixer com a turó de Betlem. A la cara oest es va erigir un altre temple, al qual se li va assignar l'advocació de la Mare de Déu de Loreto, mentre que el temple originari va passar a dedicar-se a la Nostra Senyora de Guadalupe.

### Ús militar
El 1816 l'intendent espanyol Ciriaco del Llano va ordenar construir muralles de pedra amb revestiments de calç al voltant dels temples, amb l'objectiu de convertir-los en posicions militars per prevenir atacs a Puebla de part de grups insurgents. Les ermites es van utilitzar a partir de llavors com a polvorins. En el cas de Loreto, a causa de l'estat de l'ermita, va ser necessari reparar els murs, les rampes i l'edifici central. A Guadalupe es va demolir l'ermita i es van fer recanvis subterranis d'una volta i un aljub.
Entre els forts hi ha una separació de 928 metres en línia recta. No són de molta grandària a causa de les característiques del terreny. En el cas de Loreto, posseeix baluards circulars i no té fossat, mentre que Guadalupe té dos petits baluards.

### Lluites per Puebla

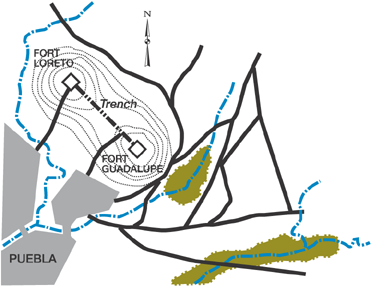
Entre els forts hi ha una separació de 928 metres

Per la seva importància estratègica, durant la intervenció francesa els forts van servir com a caserna d'operacions de l'Exèrcit d'Orient mexicà i punt central de les batalles que es van lliurar a Puebla. Per la seva ubicació i les defenses que es van concentrar en el seu torn, els forts van representar la «porta» de Mèxic: si queien, la rendició de Puebla era inevitable i, com a conseqüència, s'obria el pas franc cap a la ciutat de Mèxic. Per això les forces franceses els van atacar en primer lloc durant la batalla del 5 de maig de 1862, i l'any següent, enfortits i amb un contingent molt més nombrós, els van sotmetre a un bombardeig sense misericòrdia fins a deixar-los convertits en ruïnes.

## Llegat
El 1930 els forts i la zona limítrofa al turó van ser declarats propietat de la nació al servei del poble, i a Loreto es va construir un Museu de Guerra. El 1962, amb motiu del centenari de la batalla, el museu es va ampliar i es va dotar de serveis a l'àrea del parc. Actualment, a la Zona Històrica dels Forts s'ubiquen també un Museu Regional de l'Institut Nacional d'Antropologia i Història, l'Auditori de la Reforma i la Casa Puebla. A més, a un costat se situa el Centre d'Exposicions de Puebla i un monument on reposen les restes d'Ignacio Zaragoza i la seva dona Rafael Padilla.